# Steven Spielberg
Steven Allan Spielberg, född 18 december 1946 i Cincinnati i Ohio, är en amerikansk filmregissör, producent och manusförfattare. Spielberg slog igenom med tittarsuccén Hajen (1975), vars koncept och lansering därefter blev stilbildande för Hollywood. Filmen drog in 100 miljoner dollar och satte nytt rekord för mest inspelade pengar (i nominella termer).
Bland de välkända filmer Spielberg regisserat finns till exempel de första fyra filmerna i Indiana Jones-serien (1981, 1984, 1989, 2008), E.T. the Extra-Terrestrial (1982), Jurassic Park (1993), Rädda menige Ryan (1998) samt på senare år filmer som The Terminal (2004) och Världarnas krig (2005). Schindler's List (1993) belönads med sju Oscar och är också den film som fått högst betyg av tittarna. Filmen är ett svartvitt drama med verklighetsbakgrund om en tysk affärsman som räddar judar undan förintelsen, och är ett av flera senare verk som berör större frågor. 
Spielberg har nominerats sju gånger och två gånger vunnit en Oscar för bästa regi. Han är den enda i filmhistorien som blivit Oscarsnominerad under sex olika decennier.
Han är genom tiderna den regissör vars filmer genererat högst intäkter. Jurassic Park (1993) är den av Spielbergs filmer som gett de största intäkterna: drygt 920 miljoner dollar, vilket placerar den på nionde plats bland världens största kassasuccéer.[när?]
Spielberg har varit involverad inom spelutveckling tillsammans med Electronic Arts. Spielberg kontrakterades för att utveckla tre spel. Det första, Boom Blox släpptes 2008 men det andra med namnet LMNO annonserades men avblåstes..

## Bakgrund
Spielberg föddes i en judisk-amerikansk familj i Cincinnati i Ohio, men växte mellan fem och åtta års ålder upp i Haddonfield Township i Camden County i New Jersey. Efter åtta års ålder växte han upp i Phoenix i Arizona. Familjens efternamn kommer från den österrikiska stad där hans ashkenaziska förfäder bodde på 1600-talet. 
Spielberg tillhör de stora från "filmskolegenerationen" från 1970-talet. I samma grupp återfinns även filmskapare som George Lucas, Francis Ford Coppola, Martin Scorsese, John Milius och Brian De Palma.
Redan som tonåring skapade Spielberg åttamillimeter-filmer med sina vänner. Han gjorde sin första kortfilm som visades på riktiga biografer, Amblin, år 1968 – vid 21 års ålder. Spielbergs produktionsföretag, Amblin Entertainment, namngavs efter denna film.
Efter att ha regisserat avsnitt till diverse TV-serier (däribland Columbo) och andra produktioner för TV, fick så Spielberg regissera sin första långfilm, TV-filmen Duellen (1971). Filmen, om en man som är ute och kör i Mojaveöknen och blir trakasserad av en mystisk långtradarchaufför, har blivit en kultklassiker. I Europa lanserades filmen först på bio.
Spielberg har flera gånger återkommit till TV som exekutiv producent, bland annat för serien United States of Tara 2009–2011.

## Biofilmer

### 1970-talet

#### Duellen (1971)
Duellen (originaltitel: Duel) är en amerikansk thrillerfilm från 1971 av Steven Spielberg, skriven av Richard Matheson. Huvudrollen spelas av Dennis Weaver och en lastbil av märket Peterbilt 281 från 1955 (och stuntmannen Carey Loftin som förare, vilken tittarna aldrig får se ansiktet på i filmen). Duellen är Spielbergs första långfilm, och baseras på en verklig upplevelse som Richard Matheson var med om 1963.

#### The Sugarland Express (1974)
The Sugarland Express är baserad på en sann historia om ett par från Texas. De två blir jagade av polisen under sin resa för att återfå vårdnaden av deras barn. Filmen fick bra kritik, men var en besvikelse publikmässigt. Spielberg hade dock gjort ett intryck som gjorde att producenterna Richard Zanuck och David Brown var villiga att ge den då 27-årige Spielberg regissörsstolen chansen i klart mer ambitiösa projekt.

#### Hajen (1975)
Hajen var en skräckfilm baserad på en bok av Peter Benchley om en mördarhaj som härjar utanför New Englands kust. Filmen hade skådespelare som Roy Scheider, Robert Shaw och Richard Dreyfuss och filmmusik av John Williams och blev en stor kassasuccé. Den fick också tre Oscar (filmklipp, musik och ljud) och nominerades till bästa film.
Spielberg hävdar än idag att Hajen är den svåraste film han har gjort och han avböjde erbjudandet att regissera uppföljaren för att inrikta sig på mer personliga projekt.

#### Närkontakt av tredje graden (1977)
Tillsammans med Hajen-skådespelaren Richard Dreyfuss påbörjade Spielberg arbetet på ett av sina mest efterlängtade projekt, som han tänkt på sedan han var barn: en film om ufon, vilket ledde till skapandet av Närkontakt av tredje graden (1977). Spielberg är både manusförfattare och regissör av denna film.
Filmen blev en succé och fick totalt sju Oscarsnomineringar (däribland Spielbergs första som bästa regissör) och vann två av dessa, bästa foto och ett specialpris för ljudeffektsklippning.

#### 1941 (1979)
Nästa film som Spielberg gjordes var den bombastiska och långa andra världskriget-farsen 1941 (1979). Filmen som var klart över budget blev en flopp både hos publiken och hos kritikerna och detta blev Spielbergs första motgång.

### 1980-talet

#### Jakten på den försvunna skatten (1981)
År 1981 gjorde Spielberg tillsammans med vännen George Lucas en hyllning till de gamla äventyrsfilmserierna av sin ungdom, Jakten på den försvunna skatten (1981). Här spelade Stjärnornas krig-idolen Harrison Ford arkeolog-hjälten Indiana Jones, som slogs mot nazister i jakt på bibliska artefakter. Filmen spelade in mest pengar av någon film 1981 och blev nominerad till åtta Oscar, däribland Spielbergs andra för bästa regissör och för bästa film. Den vann fyra: Bästa klippning, ljud, scenografi och specialeffekter, samt ett specialpris för bästa ljudeffektsklippning. Spielberg och Lucas kom att göra tre uppföljare, två av dem blev stora succéer, den tredje hade premiär sommaren 2008.

#### E.T. (1982)
Ett år senare återvände Spielberg till de historier om utomjordingar som han tyckt om som liten och var med och skapade E.T. the Extra-Terrestrial (1982), historien om en pojke som blir vän med en utomjording som försöker hitta hem igen. E.T. kom att bli den mest inkomstbringande filmen någonsin, tills den slogs 1993 av en annan av Spielbergs filmer, Jurassic Park 1993. E.T. nominerades till nio Oscar, däribland bästa film och bästa regissör (Spielbergs tredje). Den vann fyra stycken: Bästa ljud, ljudeffekter, specialeffekter och musik.

#### Indiana Jones och de fördömdas tempel (1984)
Efter succén med E.T. återvände Spielberg tillsammans med George Lucas återigen till äventyraren Indiana Jones i Indiana Jones och de fördömdas tempel (1984). Även om Spielberg hade en viss oro över manuset blev en höjdpunkt av inspelningen det faktum att han mötte sin framtida fru, skådespelerskan Kate Capshaw, som i den här filmen spelade Indiana Jones nya kärlek.
Uppföljaren blev en stor succé, även om kritikerna var klart mindre positiva än de varit till föregångaren. Filmen sades sakna den förra filmens energi och dessutom vara djupt felaktig när det gällde indisk kultur. Det stundtals rätt hårda våldet ledde till att det skapades en ny kategori inom den amerikanska MPAA-klassificeringen, PG-13, en klassifikation som låg mellan det mer barnvänliga PG och den klart mer vuxna R. Filmen blev nominerad till två Oscar för bästa musik och specialeffekter, varav den vann för bästa specialeffekter.

#### Purpurfärgen (1985)
Purpurfärgen (1985) byggde på en Pulitzer-belönad roman av Alice Walker och många kritiker undrade om Spielberg kunde hantera ett sånt allvarligt ämne, med tanke på hans tidigare filmer. Filmen hade stjärnor som Whoopi Goldberg, Oprah Winfrey och Danny Glover och blev en succé med mycket bra kritik. Den fick totalt elva Oscarsnomineringar, även om Spielberg själv inte fick en nominering som bästa regissör – något som var oväntat med tanke på filmens många nomineringar. Spielberg hade dock visat att han kunde tackla svårare ämnen.

#### Solens rike (1987)
Solens rike (1987) spelades in i Spanien, men delvis även i Shanghai i Kina, något som gjorts möjligt allt eftersom Kina öppnade sina dörrar till omvärlden. Filmen är en inspelning av J.G. Ballards självbiografi och handlar om en ung pojke (Christian Bale), som skiljs från sin familj efter att japanerna intagit Shanghai 1937 och tvingas klara av kriget på egen hand, bland annat i interneringslägret Lunghua. Även om filmen blev väl mottagen av kritikerna och blev nominerad till sex Oscar så blev det ingen större kassasuccé.

#### Indiana Jones och det sista korståget (1989)
År 1989 var det dags för tredje delen i filmserien om Indiana Jones, som vanligt gestaltad av Harrison Ford: Indiana Jones och det sista korståget (1989). Till Spielbergs stora glädje (han hade alltid önskat spela in en James Bond-film) så tog Sean Connery en stor roll som Indianas far. Filmen blev bättre mottagen hos kritikerna än den förra Indiana Jones-filmen och blev som väntat en stor succé hos publiken. Filmen blev nominerad till tre Oscars och vann en för ljudeffekterna.

#### Always (1989)
År 1989 gjorde även Spielberg ett romantiskt drama, Always (1989), i vilken den gamla parhästen Richard Dreyfuss spelade en skogsbrandsläckande pilot, som efter att ha dött under ett uppdrag, blir en slags skyddsängel för den unge Ted. När Ted sen blir förälskad i den nu döde pilotens flickvän blir saker och ting komplicerat. Filmen var en nyinspelning av Hjältar dö aldrig från 1943 med Spencer Tracy i huvudrollen.
Always var den första romantiska filmen Spielberg gjorde och blev en relativ flopp hos både publik och kritiker.

### 1990-talet

#### Hook (1991)
Efter Always relativa flopp återgick Spielberg till gamla banor. En film om Peter Pan hade länge legat i planerna hos Spielberg, han hade ett antal gånger försökt få igång en filminspelning av Peter Pan men aldrig lyckats starta projektet. När manusförfattaren James V. Hart kom med idén om att låta Peter Pan återvända till sin magiska värld som vuxen så tyckte Spielberg att det lät som en bra idé. Filmen Hook (1991) hade Robin Williams som Peter Pan och Dustin Hoffman som kapten Krok. Men efter ett antal manusomskrivningar och andra ändringar var de flesta kritiker inte särskilt positiva till projektet. Filmen gjordes för 70 miljoner dollar och spelade in 119 miljoner dollar i USA, inte den succé man först hade hoppats på. Den blev nominerad till fem Oscar, men inte för film eller regi.

#### Jurassic Park (1993)
Spielberg bestämde sig sedan för att återvända till äventyrsgenren och han gjorde en film baserad på Michael Crichtons roman Urtidsparken (1990, originaltitel: Jurassic Park), med titeln Jurassic Park (1993), om hur forskare skapar dinosaurier från uråldrigt DNA. Tack vare revolutionära specialeffekter av George Lucas specialeffektsföretag Industrial Light and Magic blev filmen en stor succé och tog över efter E.T. (1982) som den mest inkomstbringande filmen i USA. Den nominerades till tre Oscar och vann alla tre: bästa ljud, ljudeffekter och specialeffekter.

#### Schindler's List (1993)
Samma år som Jurassic Park släpptes gjorde Spielbergs sin kanske mest kritikerrosade film och den som verkligen visade att han kunde göra allvarliga dramer. I Schindler's List (1993), som bygger på en sann historia och den roman Thomas Keneally skrev om händelserna, får man följa den tyska industrimannen Oskar Schindler (Liam Neeson) och hans slutgiltiga kamp för att rädda 1 100 människor undan förintelsen. Filmen nominerades till tolv Oscar, vann sju, däribland Spielbergs första Oscar för bästa regi (efter tre tidigare nomineringar) och för bästa film. Spielberg erhöll år 1998 "Bundesverdienstkreuz mit Stern", den högsta civila utmärkelse som Förbundsrepubliken Tyskland kan dela ut för sin känsliga beskrivning av Tysklands historia i filmen.
Kritiskt var den mycket väl mottagen, AFI listade den som den nionde bästa filmen som gjorts och den ligger konstant på topp 10 på IMDB. Den anses av de flesta kritiker som Spielbergs bästa och allvarligaste film. Spielberg anser själv att Schindler's List är hans viktigaste film, men framhåller E.T. (1982) som sitt verkliga mästerverk. Spielberg avstod från intäkter och tog aldrig emot någon lön från filmbolaget för Schindler's List då han ansåg att han, med sin judiska bakgrund och en redan växande förmögenhet, hade en historisk skyldighet att göra filmen.

#### The Lost World: Jurassic Park (1997)
Efter fyra år av vila (och för att bygga upp sin nya studio DreamWorks) gav sig Spielberg i kast med Michael Crichtons uppföljare till Jurassic Park, som Spielberg så framgångsrikt regisserat fyra år tidigare. I The Lost World: Jurassic Park (1997) återvänder folk till öarna som övergavs i den första filmen.
Filmen gillades inte alls av kritikerna, men blev som väntat en stor publiksuccé. Spielberg uttryckte efteråt att filmen nog var en han ville se, men inte behövt regissera själv. Den tredje filmen i Jurassic Park-serien, Jurassic Park III (2001), gjordes därför av Joe Johnston. The Lost World blev Oscarsnominerad för specialeffekterna men förlorade till Titanic.

#### Amistad (1997)

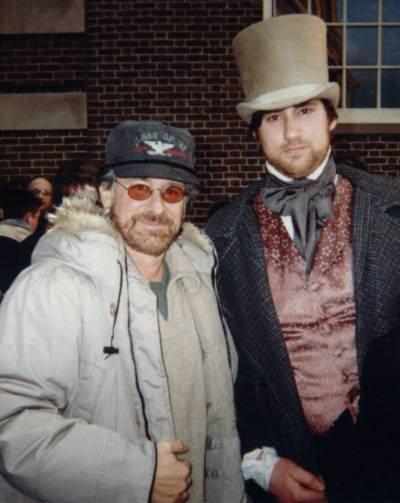
Spielberg och Eric Bruno Borgman vid inspelningen av Amistad, 1995.

På samma vis som han gjort 1993 gjorde Spielberg 1997 först en lättsam film om dinosaurier och sen ett historiskt drama. Amistad (1997) byggde på den sanna historien om nyfångade afrikanska slavar som gjorde uppror mot sina slavhandlare på båten La Amistad. Filmen, med skådespelare som Morgan Freeman, Anthony Hopkins och Matthew McConaughey, blev dock ingen publiksuccé även om den fick relativt bra omdömen av kritikerna. Den nominerades till fyra Oscar (däribland för bästa manliga biroll för Anthony Hopkins porträttering av John Quincy Adams) men vann inga. Han blev väldigt nöjd med filmen men filmen blev inte särskilt känd.

#### Rädda menige Ryan (1998)
I Rädda menige Ryan (1998) får filmpubliken följa Kapten Miller (Tom Hanks) och hans män under landstigningen i Normandie och deras senare uppdrag för att lokalisera den enda överlevande av fyra bröder. Filmen blev mycket uppskattad för sin realism när det gällde krigsscenerna och anses av Spielberg vara ett av hans bästa verk.
Den nominerades till elva Oscar och vann fem, däribland Spielbergs andra för bästa regissör, men fick ingen Oscar för bästa film, den gick istället till det romantiska kostymdramat Shakespeare in Love.
Det här var också det första av hittills sex samarbeten mellan Spielberg och Hanks, inklusive miniserien Band of Brothers. 
Spielberg och Hanks bestämde sig senare, efter Rädda menige Ryans succé, att göra en miniserie för amerikanska HBO om ett kompani soldater under andra världskriget. Miniserien, Band of Brothers, blev en av de största TV-succéerna någonsin och vann ett antal Golden Globe och Emmy-priser.

### 2000-talet

#### A.I. - Artificiell Intelligens (2001)
År 2001 filmade Spielberg sin vän Stanley Kubricks sista projekt, A.I. - Artificiell Intelligens (2001), ett projekt som de båda regissörerna planerat i åratal men som Kubrick inte hann börja på innan han avled. Filmen som beskrev en ung, manlig androids längtan efter kärlek blev en besvikelse, både när det gällde kritik (som var blandad, vissa hävdade den var ett mästerverk, andra att den var för lång och pretentiös) och när det gällde antalet biobesökare. A.I. blev nominerad till två Oscar - specialeffekter och musik - men vann inga.

#### Minority Report (2002)
Efter A.I. fortsatte Spielberg på sitt science fiction-tema. Minority Report (2002) bygger på en novell av Philip K. Dick och handlar om en framtid där man med hjälp av synska personer kan förhindra brott som ännu inte begåtts. Filmen har en stark känsla av noir och skådespelare som Tom Cruise, Colin Farrell och Max von Sydow i rollerna. Minority Report blev Oscarsnominerad för ljudeffekter, men förlorade till Sagan om de två tornen.
Filmen blev en framgång både hos kritikerna och hos publiken.

#### Catch Me If You Can (2002)
Strax efter premiären av Minority Report (2002) startade Spielberg arbetet på komedin Catch Me If You Can (2002), en film om en ung storsvindlares djärva äventyr spelad av Leonardo DiCaprio. Filmen är löst baserad på den självbiografiska historien om Frank Abagnale. Tom Hanks spelar FBI-agenten som försöker få fast den charmige lurendrejaren och Christopher Walken blev Oscarsnominerad för bästa biroll som fadern. Filmen blev överlag hyllad av kritiker och publik och anses vara bland Spielbergs hittills minst typiska.

#### The Terminal (2004)
I The Terminal (2004) fick Spielberg återigen chansen att samarbeta med Tom Hanks. Tillsammans med Catherine Zeta-Jones och Stanley Tucci spelar Hanks i denna lättsmälta, varma och absurda komedi om en man från ett östeuropeiskt land som reser som turist till New York. Han blir strandsatt på JFK:s flygplats då ett krig bryter ut i hemlandet vilket ogiltigförklarar hans pass. Filmen byggde i stort på en verklig historia om en iransk flykting som fastnade på Paris-Charles de Gaulle flygplats i Paris 1988 efter att ha nekats att komma in i England då hans pass och intyg stulits. Filmen fick blandade recensioner och blev ingen stor publiksuccé.

#### Världarnas krig (2005)
Spielberg återvände till temat utomjordiska intelligenser i en modern nyinspelning av H.G. Wells roman Världarnas krig från 1938. I de tidigare filmerna E.T. och Närkontakt av tredje graden porträtterades de utomjordiska varelserna som vänligt sinnade. Världarnas krig (2005) markerar en vändning från dessa optimistiska teman. I huvudrollerna återfinns Tom Cruise och Dakota Fanning vars rollfigurer kämpar mot en våldsam utomjordisk invasion. Filmen blev en stor publiksuccé trots blandade recensioner och negativ publicitet kring Tom Cruises privatliv vid tidpunkten för premiären.

#### München (2005)
Samma dag som Världarnas krig släpptes började Spielberg inspelning av München (2005). Filmen beskriver vad som hände efter 1972 års massaker vid München-OS då den palestinska terroristgruppen Svarta september tog till fånga och till slut dödade 11 israeliska idrottare och en tysk polis. Filmen bygger på boken Vengeance: The True Story of an Israeli Counter-Terrorist Team av den kanadensiska journalisten George Jones. Boken har till stora delar blivit betecknad som inkorrekt.[källa behövs]
Filmen nominerades till totalt fem Oscar vid Oscarsgalan 2006, däribland bästa film och bästa regissör – Spielbergs totalt sjätte nominering som regissör.

#### Indiana Jones och Kristalldödskallens rike (2008)
Indiana Jones och Kristalldödskallens rike (2008) är den fjärde filmen i Indiana Jones-serien. Arkeologen Jones spelas som vanligt av Harrison Ford med en ny motståndare i form av en sovjetisk superskurk vid namn Irina Spalko som spelas av Cate Blanchett. Shia LaBeouf spelar en följeslagare till Jones i denna film. Filmen utspelar sig år 1957 under det kalla kriget och följer Jones under jakten på en mytomspunnen arkeologisk artefakt i form av en kristalldödskalle som sägs ge oanade krafter till den som tämjer den. Sovjetiska agenter jagar samtidigt kristalldödskallen i ett dunkelt syfte. Filmen hade Sverigepremiär den 22 maj 2008 och mottogs med blandad kritik hos den svenska kritikerkåren. Den blev den enda filmen i Indiana Jones-serien som inte ens Oscarnominerades.

### 2010-talet

#### Tintins äventyr: Enhörningens hemlighet (2011)
2009 meddelade Spielberg att han äntligen skulle göra en film om Hergés klassiska karaktär Tintin, som han hade velat göra redan på 1980-talet efter att han fick Hergés filmrättigheter. På 80-talet hade Spielberg tänkt att Jack Nicholson skulle spela rollen som kapten Haddock. Tintins äventyr: Enhörningens hemlighet (2011) producerades tillsammans med Spielberg av Peter Jackson och baseras på Tintin-böckerna Krabban med guldklorna, Enhörningens hemlighet och lite Rackham den Rödes skatt. 
Filmen hade Sverigepremiär 28 oktober 2011 och amerikansk premiär 21 december samma år och blev en succé. Den Oscarsnominerades för bästa musik. Två eller t.o.m. tre uppföljare planeras, men det är ännu oklart när de kommer släppas.

#### War Horse (2011)
Bara fyra dagar efter USA-premiären av Tintins äventyr: Enhörningens hemlighet hade Spielbergs krigsdramafilm War Horse (2011), baserad på Michael Morpurgos roman och Nick Staffords pjäs med samma namn, premiär i USA. Den här filmen utspelas under första världskriget och handlar om vänskapen mellan den brittiske unge mannen Albert Narracott och hästen Joey. När första världskriget bryter ut skiljs Albert och Joey åt så att Joey kan tjänstgöra ute på fältet. Albert tar själv värvning i kriget för att hitta Joey och föra hem honom igen. Filmen blev en succé och nominerades till sex Oscar för bl.a. bästa film, utan att vinna en enda.

#### Lincoln (2012)
Spielbergs nästa projekt blev den biografiska filmen Lincoln (2012) med Daniel Day-Lewis i huvudrollen som USA:s president Abraham Lincoln och Sally Field som Mary Todd Lincoln. Den här filmen, baserad på Doris Kearns Goodwins bästsäljande biografiroman Team of Rivals: The Political Genius of Abraham Lincoln, utspelas under Lincolns sista fyra månader i livet 1865 och handlar om när han avskaffade slaveriet och avslutade amerikanska inbördeskriget. Filmen hade premiär 9 november 2012 och blev en succé. Den nominerades till 12 Oscar för bland annat bästa film, regi (Spielbergs sjunde nominering) och manus efter förlaga. Den vann till slut två Oscar för bästa manliga huvudroll till Daniel Day-Lewis och scenografi. Day-Lewis blev därmed den första manliga skådespelare att vinna tre Oscar för bästa manliga huvudroll, efter att han även vann för Min vänstra fot (1989) och There Will Be Blood (2007).

#### Spionernas bro (2015)
Spionernas bro (2015) är en verklighetsbaserad film med Tom Hanks och Mark Rylance i huvudrollerna som utspelas under kalla kriget. Advokaten James B. Donovan får i uppdrag att försvara Rudolf Abel som döms till fängelse misstänkt för att vara en sovjetisk spion. Sen skjuts Gary Powers spaningsplan ner över sovjetisk mark och Donovan organiserar en utväxling på bron Glienicker Brücke i Berlin för att byta ut Rudolf Abel mot Powers frihet. Filmen hade amerikansk premiär 16 oktober 2015 och Sverigepremiär 27 november samma år. Den nominerades till sex Oscar för bland annat bästa film och vann för bästa manliga biroll till Mark Rylance.

#### Stora vänliga jätten (2016)
1 juli 2016 hade Spielbergs fantasyäventyrsfilm Stora vänliga jätten (2016), baserad på Roald Dahls roman med samma namn, premiär. Huvudrollen som Stora Vänliga Jätten (SVJ) spelades av Mark Rylance, han som spelade spionagemisstänkta Rudolf Abel i Spielbergs föregående film Spionernas bro.

#### The Post (2017)
The Post (2017) är en verklighetsbaserad film med Meryl Streep och Tom Hanks i huvudrollerna. Den handlar om när tidningarna The Washington Post och The New York Times 1971 publicerade de läckta dokumenten Pentagon-pappren som visade att det gick dåligt för USA under Vietnamkriget och att regeringen trots det fortsatte att skicka amerikanska soldater till Vietnam för att kämpa. Filmen hade premiär 22 december 2017 och Oscarsnominerades för bästa film och kvinnliga huvudroll till Meryl Streep.

#### Ready Player One (2018)
Science fiction-actionfilmen Ready Player One (2018) baseras på Ernest Clines populära science fiction-roman med samma namn. Bland birollerna syns Ben Mendelsohn, komikern Simon Pegg och återigen Mark Rylance (efter Spionernas bro och Stora vänliga jätten). Filmen utspelas år 2045 och handlar om Wade Watts som precis som alla andra tillbringar dagarna inne i den virtuella världen OASIS, skapad av Mark Ryalnces och Simon Peggs karaktärer James Halliday och Ogden Morrow. Efter sin död efterlämnar James Halliday sin förmögenhet och hela OASIS till den som hittar det digitala gyllene påskägg som finns gömt i OASIS. Wade Watts och hans virtuella vänner tävlar mot den onde industrimagnaten Nolan Sorrento om att hitta det digitala påskägget först.
Filmen är en hyllning till 1980-talet, den innehåller bland annat DeLorean-tidsmaskinen från Tillbaka till framtiden. I en scen har Stanley Kubricks skräckfilm The Shining en stor roll när karaktärerna ska lösa en gåta om att finna en av de tre digitala nycklar som krävs för att hitta det digitala gyllene påskägget. I Ernest Clines roman dyker Ridley Scotts film Blade Runner upp, men eftersom man höll på med uppföljaren Blade Runner 2049 samtidigt som man höll på med Ready Player One så var inte Blade Runner tillgänglig för den scenen. Så Spielberg bestämde sig för att blanda in The Shining i stället som en hyllning till sin vän Stanley Kubrick. Spielberg har sagt att Ready Player One var den tredje svåraste filmen som han någonsin gjort.
Ready Player One hade Sverigepremiär 28 mars 2018 och amerikansk premiär dagen därpå. Den Oscarsnominerades för bästa specialeffekter. En uppföljare planeras, men än så länge har den inget releasedatum.

### 2020-talet

#### West Side Story (2021)
Musikalfilmen West Side Story (2021) är en nyinspelning av den Oscarbelönade musikalfilmen med samma namn från 1961. Musikalen är inspirerad av William Shakespeares pjäs Romeo och Julia och handlar om fejden mellan gängen Jets och Sharks i New York och kärleken mellan Jetmedlemmen Tony och Sharks ledares syster María. Filmen blev rankad som en av de bästa musikalfilmerna någonsin. Den fick sju Oscarnomineringar för bl.a. bästa film och regi (Spielbergs åttonde nominering) och vann en för bästa kvinnliga biroll till Ariana DeBose.

#### The Fabelmans (2022)
The Fabelmans (2022) är direkt inspirerad av Steven Spielbergs uppväxt och hans resa till att bli filmskapare och den är hans mest personliga film. Filmen handlar om den unge juden Sammy Fabelman och hans familj som baseras på Spielberg och hans familj. Den börjar med en scen som baseras på när Spielberg såg sin första film Världens största show på bio med sina föräldrar i New Jersey 1952. Världens största show inspirerade Spielberg till att vilja hålla på med film. Resten av filmen baseras på när familjen Spielberg flyttade runt, när Spielberg började göra sina egna filmer och när han blev mobbad av antisemister i high school. Filmen avslutas med Spielbergs möte med regissören John Ford.
I huvudrollen som Sammy Fabelman försökte skådespelaren Gabriel LaBelle verkligen att se ut som Spielberg så mycket som möjligt. The Fabelmans blev rankad som en av 2020-talets och Spielbergs bästa filmer och har beskrivits som Spielbergs återkomst. Den fick sju Oscarnomineringar för bl.a. bästa film och regi (Spielbergs nionde nominering) och skådespelaren Judd Hirsch fick sin första Oscarnominering på 42 år. The Fabelmans vann till slut ingen Oscar, trots att den vann bl.a. Golden Globe för både bästa film och regi. Spielberg har fått frågan om ifall The Fabelmans kommer få en uppföljare och än så länge har det inte bekräftats om det kommer göras en uppföljare eller inte.

## Om filmerna
Steven Spielberg har som regissör ofta speglat barn i någon form av fara, och ett annat tema som återkommer är frånskilda föräldrar eller splittrade familjer (Spielberg är själv ett skilsmässobarn). Ett vanligt tema är vanliga människor som upptäcker eller kommer i kontakt med något extraordinärt – varelser, artefakter, platser, personligheter, etcetera. Han återkommer till andra världskriget i flera filmer. De skådespelare han vanligtvis samarbetar med är Tom Hanks, Richard Dreyfuss, Harrison Ford, Tom Cruise och Shia LaBeouf; när det gäller filmmusiken har han ofta anlitat John Williams. I nyckelscener brukar han föredra musik från ett ensamt piano. Ett annat drag är bilder i någon form av solen innan en nyckelscen utspelar sig, något som är särskilt påtagligt i filmerna Purpurfärgen, Solens rike, Amistad och Rädda menige Ryan. Han anlitar nästan alltid George Lucas' tidigare företag Industrial Light and Magic för specialeffekter i filmerna. 
Spielberg har ofta samarbetat med Universal Pictures när det gäller TV-serier, långfilmer, musik, utveckling av deras nöjesparker. Han är tillsammans med Jeffrey Katzenberg och David Geffen grundare av produktionsbolaget Dreamworks, som svarat för många kassasuccéer sedan starten på 1990-talet. Spielberg, som i sin ungdom sökte två gånger till USC Cinema School utan att bli antagen, hjälper fram nya, begåvade regissörer. År 1988 jobbade han exempelvis fem månader tillsammans med Ronald Bass på filmmanuset till Rain Man och gav sedan hela materialet till Barry Levinson. På samma sätt gav han manuset till filmen American Beauty (1999) till Sam Mendes, som sedan prisades för denna sin debutfilm.
Steven Spielberg säger att de två filmer han vill bli ihågkommen för är E.T. och Schindler's List.

## Familj och privatliv
Spielberg har barnet Max med Amy Irving. Med Kate Capshaw har han Sasha, Sawyer och Destry samt adoptivbarnen Theo och Mikaela. Dessutom är Jessica Capshaw hans styvdotter. Steven Spielberg stödde det Demokratiska partiet i USA ekonomiskt under 1990-talet, och stödde Hillary Clintons presidentvalskampanj 2008. Han har haft en topposition inom den amerikanska pojkscoutrörelsen, men lämnade uppdraget och scoutrörelsen sedan allvarlig diskriminering av homosexuella uppdagats.
Spielberg är gudfar åt Drew Barrymore.
Den amerikanska ekonomitidskriften Forbes rankade Spielberg till att vara världens 723:e rikaste med en förmögenhet på 3,7 miljarder amerikanska dollar för den 23 november 2020.

## Filmografi
| År   | Titel                                                               | Krediterad som | Krediterad som | Krediterad som | Krediterad som                 | Noter                          |
| År   | Titel                                                               | Regissör       | Producent      | Manus          | Skådespelare                   | Noter                          |
| ---- | ------------------------------------------------------------------- | -------------- | -------------- | -------------- | ------------------------------ | ------------------------------ |
| 1959 | The Last Gun                                                        | Ja             |                |                | —                              | Kortfilm                       |
| 1961 | Fighter Squad                                                       | Ja             |                | Ja             | —                              | Kortfilm                       |
| 1961 | Escape to Nowhere                                                   | Ja             | Ja             | Ja             | —                              | Kortfilm                       |
| 1964 | Firelight                                                           | Ja             |                | Ja             | —                              |                                |
| 1967 | Slipstream                                                          | Ja             |                | Ja             | —                              | Ofullbordad                    |
| 1968 | Amblin'                                                             | Ja             |                | Ja             | —                              | Kortfilm                       |
| 1971 | Duellen                                                             | Ja             |                |                | —                              | TV-film                        |
| 1972 | Something Evil                                                      | Ja             |                |                | partygäst                      | TV-film                        |
| 1973 | Savage                                                              | Ja             |                |                | —                              | TV-film                        |
| 1973 | Ace Eli and Rodger of the Skies                                     |                |                | Synopsis       | —                              |                                |
| 1974 | Sugarland Express                                                   | Ja             |                | Synopsis       | —                              |                                |
| 1975 | Hajen                                                               | Ja             |                |                | Amity Point Lifestation Worker |                                |
| 1977 | Närkontakt av tredje graden                                         | Ja             |                | Ja             | —                              |                                |
| 1978 | I Wanna Hold Your Hand                                              |                | Exekutiv       |                | —                              |                                |
| 1979 | 1941 – Ursäkta, var är Hollywood?                                   | Ja             |                |                | —                              |                                |
| 1980 | The Blues Brothers                                                  |                |                |                | kontorist                      | Cameoroll                      |
| 1980 | Bilskojarna                                                         |                | Exekutiv       |                | —                              |                                |
| 1981 | Jakten på den försvunna skatten                                     | Ja             |                |                | —                              |                                |
| 1981 | Kalla mig Örnie                                                     |                | Exekutiv       |                | —                              |                                |
| 1982 | E.T. the Extra-Terrestrial                                          | Ja             | Ja             |                | —                              |                                |
| 1982 | Room 666                                                            |                |                |                | sig själv                      | TV-dokumentär                  |
| 1982 | Poltergeist                                                         |                | Ja             | Ja             | —                              |                                |
| 1983 | Twilight Zone – på gränsen till det okända                          | Ja             | Ja             |                | —                              | Segment: "Kick the Can"        |
| 1984 | Indiana Jones och de fördömdas tempel                               | Ja             |                |                | turist på flygplats            |                                |
| 1984 | Gremlins                                                            |                | Exekutiv       |                | man i elektrisk rullstol       |                                |
| 1985 | Fandango                                                            |                | Exekutiv       |                | —                              | Okrediterad                    |
| 1985 | Goonies – Dödskallegänget                                           |                | Exekutiv       | Synopsis       | —                              |                                |
| 1985 | Tillbaka till framtiden                                             |                | Exekutiv       |                | —                              |                                |
| 1985 | Tempelmysteriet                                                     |                | Exekutiv       |                | —                              |                                |
| 1985 | Purpurfärgen                                                        | Ja             | Ja             |                | —                              |                                |
| 1986 | Hem dyra hem                                                        |                | Exekutiv       |                | —                              |                                |
| 1986 | Resan till Amerika                                                  |                | Exekutiv       |                | —                              |                                |
| 1987 | Bigfoot och Hendersons                                              |                | Exekutiv       |                | —                              | Okrediterad                    |
| 1987 | 24-timmarsjakten                                                    |                | Exekutiv       |                | —                              |                                |
| 1987 | Three O'Clock High                                                  |                | Exekutiv       |                | —                              | Okrediterad                    |
| 1987 | Solens rike                                                         | Ja             | Ja             |                | —                              |                                |
| 1987 | Miraklet på 8:e gatan                                               |                | Exekutiv       |                | —                              |                                |
| 1988 | Vem satte dit Roger Rabbit?                                         |                | Exekutiv       |                | —                              |                                |
| 1988 | Landet för längesedan                                               |                | Exekutiv       |                | —                              |                                |
| 1989 | Indiana Jones och det sista korståget                               | Ja             |                |                | —                              |                                |
| 1989 | Dad                                                                 |                | Exekutiv       |                | —                              |                                |
| 1989 | Tillbaka till framtiden del II                                      |                | Exekutiv       |                | —                              |                                |
| 1989 | Always                                                              | Ja             | Ja             |                | —                              |                                |
| 1990 | Joe och vulkanen                                                    |                | Exekutiv       |                | —                              |                                |
| 1990 | Akira Kurosawas drömmar                                             |                | Exekutiv       |                | —                              | Internationella versionen      |
| 1990 | Tillbaka till framtiden del III                                     |                | Exekutiv       |                | —                              |                                |
| 1990 | Gremlins 2                                                          |                | Exekutiv       |                | —                              |                                |
| 1990 | Imse vimse spindel                                                  |                | Exekutiv       |                | —                              |                                |
| 1991 | Cape Fear                                                           |                | Exekutiv       |                | —                              | Okrediterad                    |
| 1991 | Kosmos                                                              |                | Exekutiv       |                | —                              | Dokumentär; okrediterad        |
| 1991 | Resan till Amerika – Fievel i vilda västern                         |                | Ja             |                | —                              |                                |
| 1991 | Hook                                                                | Ja             |                |                | —                              |                                |
| 1993 | Class of '61                                                        |                | Exekutiv       |                | —                              | TV-film                        |
| 1993 | Jurassic Park                                                       | Ja             |                |                | —                              |                                |
| 1993 | Rex och hans vänner                                                 |                | Exekutiv       |                | —                              |                                |
| 1993 | Schindler's List                                                    | Ja             | Ja             |                | —                              |                                |
| 1994 | The Flintstones                                                     |                | Exekutiv       |                | —                              |                                |
| 1995 | Casper                                                              |                | Exekutiv       |                | —                              |                                |
| 1995 | Balto                                                               |                | Exekutiv       |                | —                              |                                |
| 1996 | Twister                                                             |                | Exekutiv       |                | —                              |                                |
| 1997 | The Lost World: Jurassic Park                                       | Ja             |                |                | man som äter popcorn           |                                |
| 1997 | Men in Black                                                        |                | Exekutiv       |                | utomjording på TV-skärm        |                                |
| 1997 | Amistad                                                             | Ja             | Ja             |                | —                              |                                |
| 1998 | Deep Impact                                                         |                | Exekutiv       |                | —                              |                                |
| 1998 | Zorro – Den maskerade hämnaren                                      |                | Exekutiv       |                | —                              |                                |
| 1998 | Rädda menige Ryan                                                   | Ja             | Ja             |                | —                              |                                |
| 1998 | The Last Days                                                       |                | Exekutiv       |                | —                              | Dokumentär                     |
| 1999 | Wakko's Wish                                                        |                | Exekutiv       |                | —                              | Direkt-till-video; Okrediterad |
| 1999 | The Haunting                                                        |                | Exekutiv       |                | —                              | Okrediterad                    |
| 2001 | Stanley Kubrick: A Life in Pictures                                 |                |                |                | sig själv                      | Dokumentär                     |
| 2001 | Semper Fi                                                           |                | Exekutiv       |                | —                              | TV-film                        |
| 2001 | Shrek                                                               |                | Exekutiv       |                | —                              | Okrediterad                    |
| 2001 | A.I. – Artificiell Intelligens                                      | Ja             | Ja             | Ja             | —                              |                                |
| 2001 | Jurassic Park III                                                   |                | Exekutiv       |                | —                              |                                |
| 2001 | Vanilla Sky                                                         |                |                |                | partygäst                      | Cameoroll                      |
| 2002 | Minority Report                                                     | Ja             |                |                | —                              |                                |
| 2002 | Men in Black II                                                     |                | Exekutiv       |                | —                              |                                |
| 2002 | Austin Powers in Goldmember                                         |                |                |                | sig själv                      | Cameoroll                      |
| 2002 | Catch Me If You Can                                                 | Ja             | Ja             |                | —                              |                                |
| 2004 | The Terminal                                                        | Ja             | Ja             |                | —                              |                                |
| 2005 | Världarnas krig                                                     | Ja             |                |                | —                              |                                |
| 2005 | Legenden om Zorro                                                   |                | Exekutiv       |                | —                              |                                |
| 2005 | En geishas memoarer                                                 |                | Ja             |                | —                              |                                |
| 2005 | München                                                             | Ja             | Ja             |                | —                              |                                |
| 2006 | Monster House                                                       |                | Exekutiv       |                | —                              |                                |
| 2006 | Flags of Our Fathers                                                |                | Ja             |                | —                              |                                |
| 2006 | Letters from Iwo Jima                                               |                | Ja             |                | —                              |                                |
| 2007 | Transformers                                                        |                | Exekutiv       |                | —                              |                                |
| 2007 | The Shark Is Still Working                                          |                |                |                | sig själv                      | Dokumentär                     |
| 2008 | Indiana Jones och Kristalldödskallens rike                          | Ja             |                |                | —                              |                                |
| 2008 | Eagle Eye                                                           |                | Exekutiv       |                | —                              |                                |
| 2009 | Transformers: De besegrades hämnd                                   |                | Exekutiv       |                | —                              |                                |
| 2009 | Flickan från ovan                                                   |                | Exekutiv       |                | —                              |                                |
| 2010 | Hollywood Don't Surf!                                               |                |                |                | sig själv                      | Dokumentär                     |
| 2010 | Livet efter detta                                                   |                | Exekutiv       |                | —                              |                                |
| 2010 | True Grit                                                           |                | Exekutiv       |                | —                              |                                |
| 2011 | Paul                                                                |                |                |                | sig själv (röst)               | Cameoroll                      |
| 2011 | Super 8                                                             |                | Exekutiv       |                | —                              |                                |
| 2011 | Transformers: Dark of the Moon                                      |                | Exekutiv       |                | —                              |                                |
| 2011 | Cowboys & Aliens                                                    |                | Exekutiv       |                | —                              |                                |
| 2011 | Real Steel                                                          |                | Exekutiv       |                | —                              |                                |
| 2011 | Tintins äventyr: Enhörningens hemlighet                             | Ja             | Ja             |                | —                              |                                |
| 2011 | War Horse                                                           | Ja             | Ja             |                | —                              |                                |
| 2011 | Locke & Key                                                         |                | Exekutiv       |                | —                              | TV-film; okrediterad           |
| 2012 | Men in Black III                                                    |                | Exekutiv       |                | —                              |                                |
| 2012 | Lincoln                                                             | Ja             | Ja             |                | —                              |                                |
| 2013 | Don't Say No Until I Finish Talking: The Story of Richard D. Zanuck |                | Exekutiv       |                | —                              | Dokumentär                     |
| 2014 | Transformers: Age of Extinction                                     |                | Exekutiv       |                | —                              |                                |
| 2014 | 100 steg från Bombay till Paris                                     |                | Ja             |                | —                              |                                |
| 2015 | Jurassic World                                                      |                | Exekutiv       |                | —                              |                                |
| 2015 | Spionernas bro                                                      | Ja             | Ja             |                | —                              |                                |
| 2016 | Stora vänliga jätten                                                | Ja             | Ja             |                | —                              |                                |
| 2016 | All the Way                                                         |                | Exekutiv       |                | —                              | TV-film                        |
| 2016 | Finding Oscar                                                       |                | Exekutiv       |                | —                              | Dokumentär                     |
| 2017 | Transformers: The Last Knight                                       |                | Exekutiv       |                | —                              |                                |
| 2017 | The Post                                                            | Ja             | Ja             |                | —                              |                                |
| 2018 | Ready Player One                                                    | Ja             | Ja             |                | —                              |                                |
| 2018 | Jurassic World: Fallen Kingdom                                      |                | Exekutiv       |                | —                              |                                |
| 2018 | First Man                                                           |                | Exekutiv       |                | —                              |                                |
| 2018 | Bumblebee                                                           |                | Exekutiv       |                | —                              |                                |
| 2019 | Men in Black: International                                         |                | Exekutiv       |                | —                              |                                |
| 2021 | West Side Story                                                     | Ja             | Ja             |                | —                              |                                |
| 2022 | Jurassic World: Dominion                                            |                | Exekutiv       |                | —                              |                                |
| 2022 | The Fabelmans                                                       | Ja             | Ja             | Ja             | —                              |                                |
| 2023 | Transformers: Rise of the Beasts                                    |                | Exekutiv       |                | —                              |                                |
| 2023 | Indiana Jones and the Dial of Destiny                               |                | Exekutiv       |                | —                              |                                |
| 2023 | Maestro                                                             |                | Ja             |                | —                              |                                |
| 2023 | Purpurfärgen                                                        |                | Ja             |                | —                              |                                |
| 2024 | Twisters                                                            |                | Exekutiv       |                | —                              |                                |
| 2024 | Transformers One                                                    |                | Exekutiv       |                | —                              |                                |
| 2025 | Jurassic World Rebirth                                              |                | Exekutiv       |                | —                              |                                |

## Utmärkelser
- Saturn Award för bästa regi, för Närkontakt av tredje graden,  1978
- Hugopriset för bästa dramatiska presentation, för Jakten på den försvunna skatten, Indiana Jones och det sista korståget och Jurassic Park,  1982
- Inkpot Award,  1982
- Saturn Award för bästa regi, för Jakten på den försvunna skatten,  1982
- National Society of Film Critics Award för bästa regissör, för E.T. the Extra-Terrestrial,  1982
- FN:s fredsmedalj,  1982
- Boston Society of Film Critics Award for Best Director, för E.T. the Extra-Terrestrial,  1983
- Irving G. Thalberg Memorial Award,  1987
- New York Film Critics Circle Award för bästa film, för Schindler's List,  1993
- BAFTA Award för Bästa film, för Schindler's List,  1993
- National Society of Film Critics Award för bästa regissör, för Schindler's List,  1993
- Dallas-Fort Worth Film Critics Association Award för bästa regi, för Schindler's List,  1993
- Golden Globe Award, för Schindler's List,  1994
- London Film Critics Circle Award för årets film, för Schindler's List,  1994
- London Film Critics Circle Award för bästa regi, för Schindler's List,  1994
- Saturn Award för bästa regi, för Jurassic Park,  1994
- Oscar för bästa regi, för Schindler's List,  21 mars 1994[10]
- Oscar för bästa film, för Schindler's List, med  Gerald R. Molen och Branko Lustig,  21 mars 1994[10]
- BAFTA Award för bästa regi, för Schindler's List,  15 april 1994[11]
- AFI Life Achievement Award,  1995
- Césarpriset,  1995
- Daytime Emmy Award för bästa animerade barnprogram, för Animaniacs,  1997
- New York Film Critics Circle Award för bästa film, för Rädda menige Ryan,  1998
- London Film Critics Circle Award för årets film, för Rädda menige Ryan,  1998
- Dallas-Fort Worth Film Critics Association Award för bästa regi, för Rädda menige Ryan,  1998
- Golden Globe Award för bästa regi, för Rädda menige Ryan,  1998
- Förbundsrepubliken Tysklands förtjänstorden - stora kommendörskorset med stjärna, för Schindler's List,  10 september 1998[12]
- National Humanities Medal,  1999[13]
- Oscar för bästa regi, för Rädda menige Ryan,  21 mars 1999[14]
- Library of Congress Living Legend,  april 2000[15]
- Kommendör av 1 klass av Brittiska imperieorden,  2001
- Critics' Choice Movie Award för bästa regi, för Minority Report och Catch Me If You Can,  2002
- Saturn Award för bästa regi, för Minority Report,  2003
- Science Fiction and Fantasy Hall of Fame,  2005
- Kennedy Center Honors,  2006
- Officer av Hederslegionen,  2008
- Presidentens frihetsmedalj,  2015[16]
- Hedersdoktor vid Harvard University,  2016[17]
- Golden Globe Award för bästa regi, för The Fabelmans,  2023[18]
- Hedersdoktor vid Jagellonska universitetet
- Kommendör av Kronorden
- Stjärna på Hollywood Walk of Fame
- David di Donatello för bästa utländska produktion
- Daytime Emmy Award
- David di Donatello för bästa utländska film
- Jupiter
- Distinguished Eagle Scout Award
- National Board of Review Award för bästa film
- Directors Guild of America Award
- New York Film Critics Circle Award för bästa animerade film
- Bästa manus vid filmfestivalen i Cannes
- David di Donatello till bästa utländska regissör
- Eagle Scout
- Hederscésar
- Leendets orden
- Philadelphia Liberty-medaljen
- Storkorsriddare av Republiken Italiens förtjänstorden
- David di Donatello livsgärningspris

[Redigera Wikidata]